# Txikung
El txikung (en pinyin qì gōng, en xinès simplificat 气功, en xinès tradicional 氣功, "treball del qi") forma part de la medicina tradicional xinesa segons la qual la malaltia sorgeix d'un desequilibri entre el yin i el yang, o sigui, del flux de l'energia vital en l'ésser humà. Txi significa energia vital i Kung significa activada o en moviment. Quan una persona té molta energia vital (o Txi) i aquesta està en moviment pel cos circulant pels canals energètics i està en equilibri, això equival a tenir salut. La paraula salut es refereix a la salut física, la mental/emocional i l'espiritual que formen un tot l'organisme i poden ser separades. Quan s'actua sobre una d'elles (per fer la augmentar o disminuïr), també s'està actuant sobre les altres.
La medicina tradicional xinesa té més de 2.000 anys d'antiguitat. Les seves branques són el Txi Kung, la dietoteràpia enrgètica, la Tui Na o massatge xinès, l'auriculoteràpia, l'acupuntura, i la farmacopea xinesa. Les primeres referències del Txi Kung tenen uns 4.000 anys d'antiguitat.
Segons les filosofies confuciana, taoista, i budista, el txikung permet accedir a graus més alts de consciència, desperta la "naturalesa veritable" d'una persona, i ajuda a desenvolupar el potencial humà. El Txi Kung és una de les pràctiques incloses en la filosofia de vida Yang Sheng que significa "cultivar la vida" i es fonamenta en el wu wei (fer sense esforç o deixar que les coses segueixin el seu curs natural, deixar fluir la vida)
La pràctica típica del txikung inclou meditació en moviment, coordinació fluida de moviments lents, respiració profunda rítmica, i un estat mental meditatiu i calmat. Es practica arreu de la Xina i a tot el món per recreació, exercici i relaxació, medicina preventiva, meditació, creixement personal i com a entrenament per a arts marcials.
Hi ha infinitat de diferents grups d'exercicis de txikung. Tanmateix en les últimes dècades el conjunt més usual és l'anomenat "Les vuit peces de brocat" a peu dret. Hi ha el mateix exercici organitzat per fer-lo assegut a terra. Altres escoles de Txi Kung són Wu Dang, Zhineng, Shaolin,...

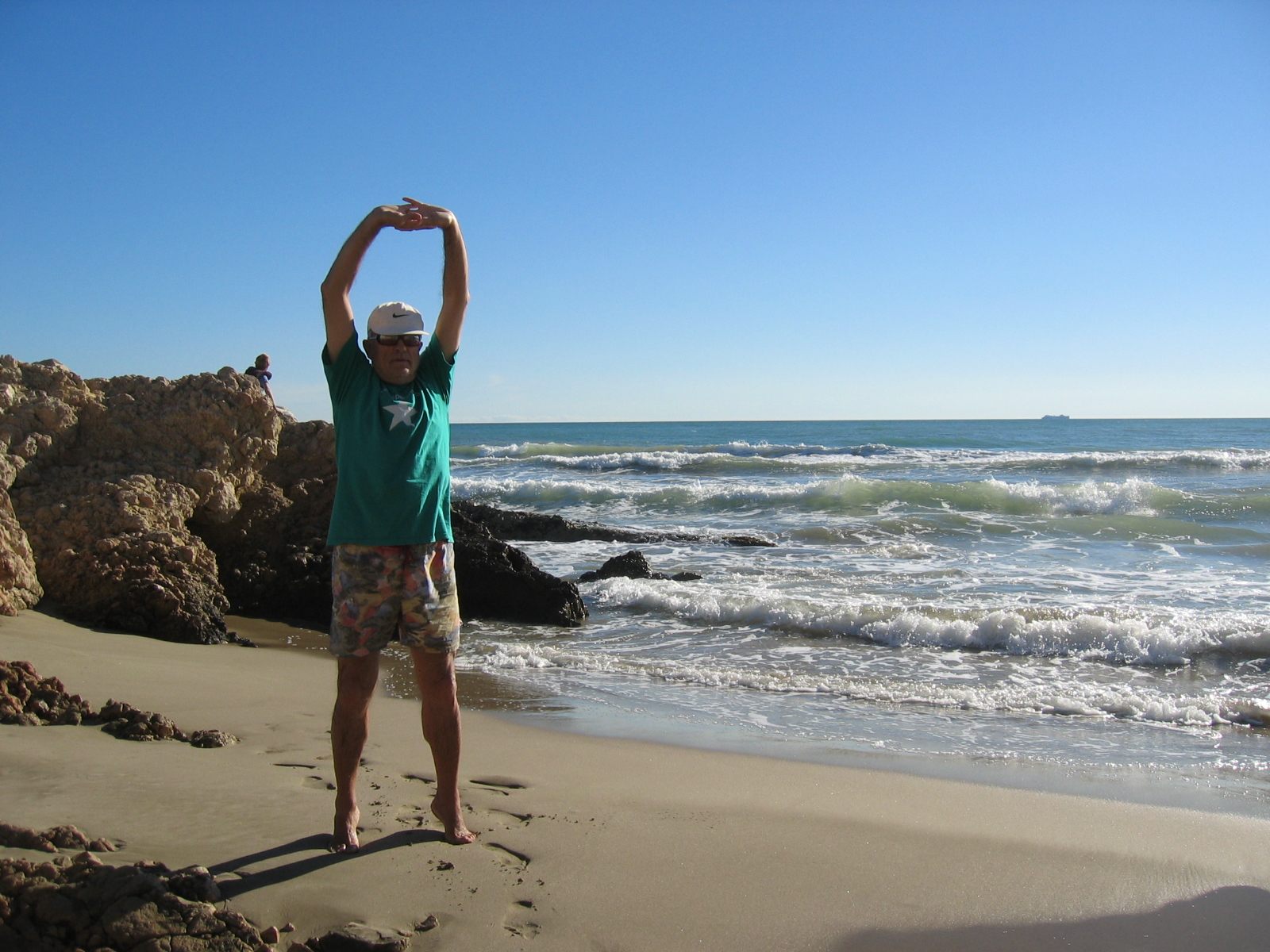
1r moviment
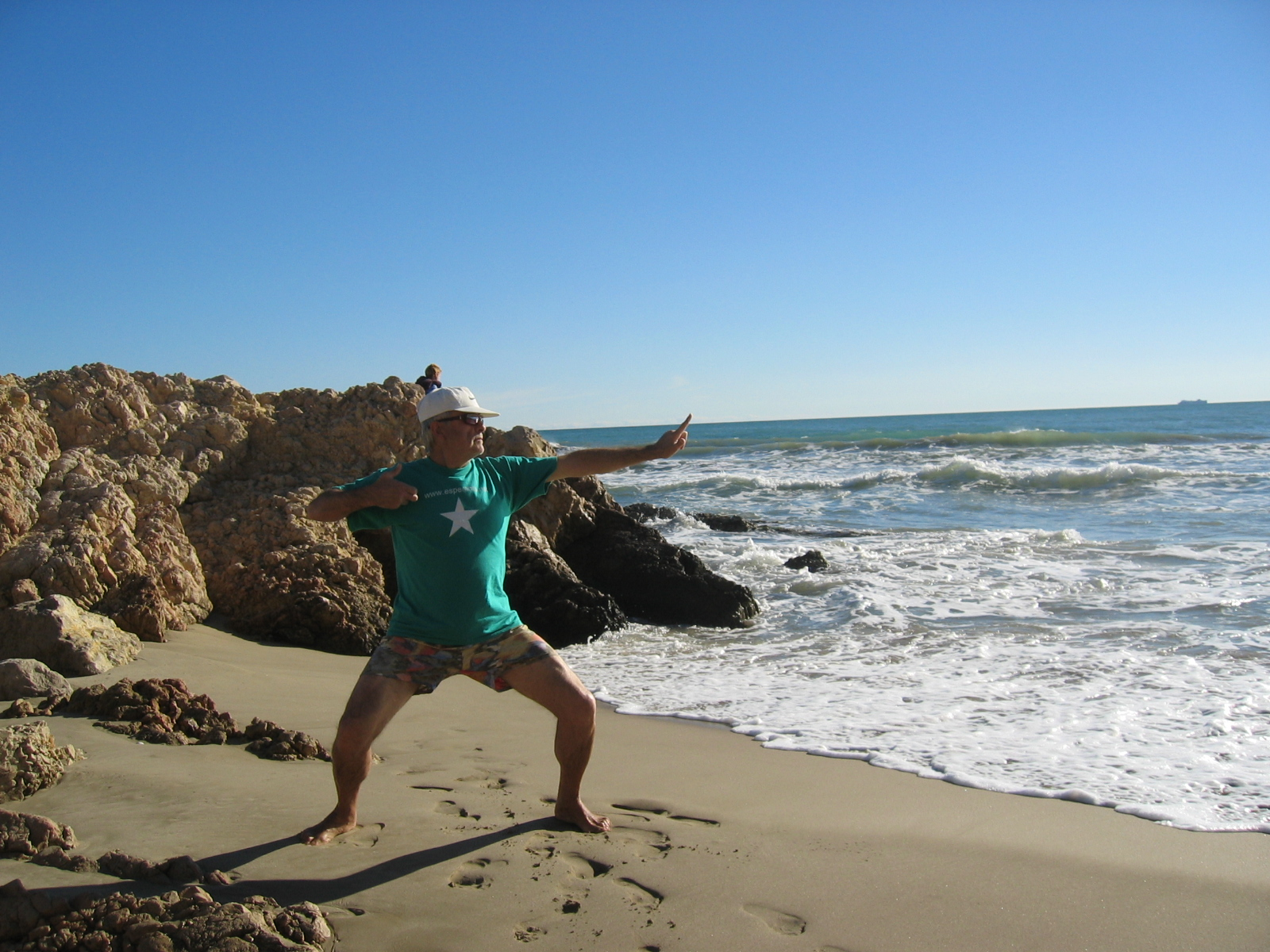
2n moviment
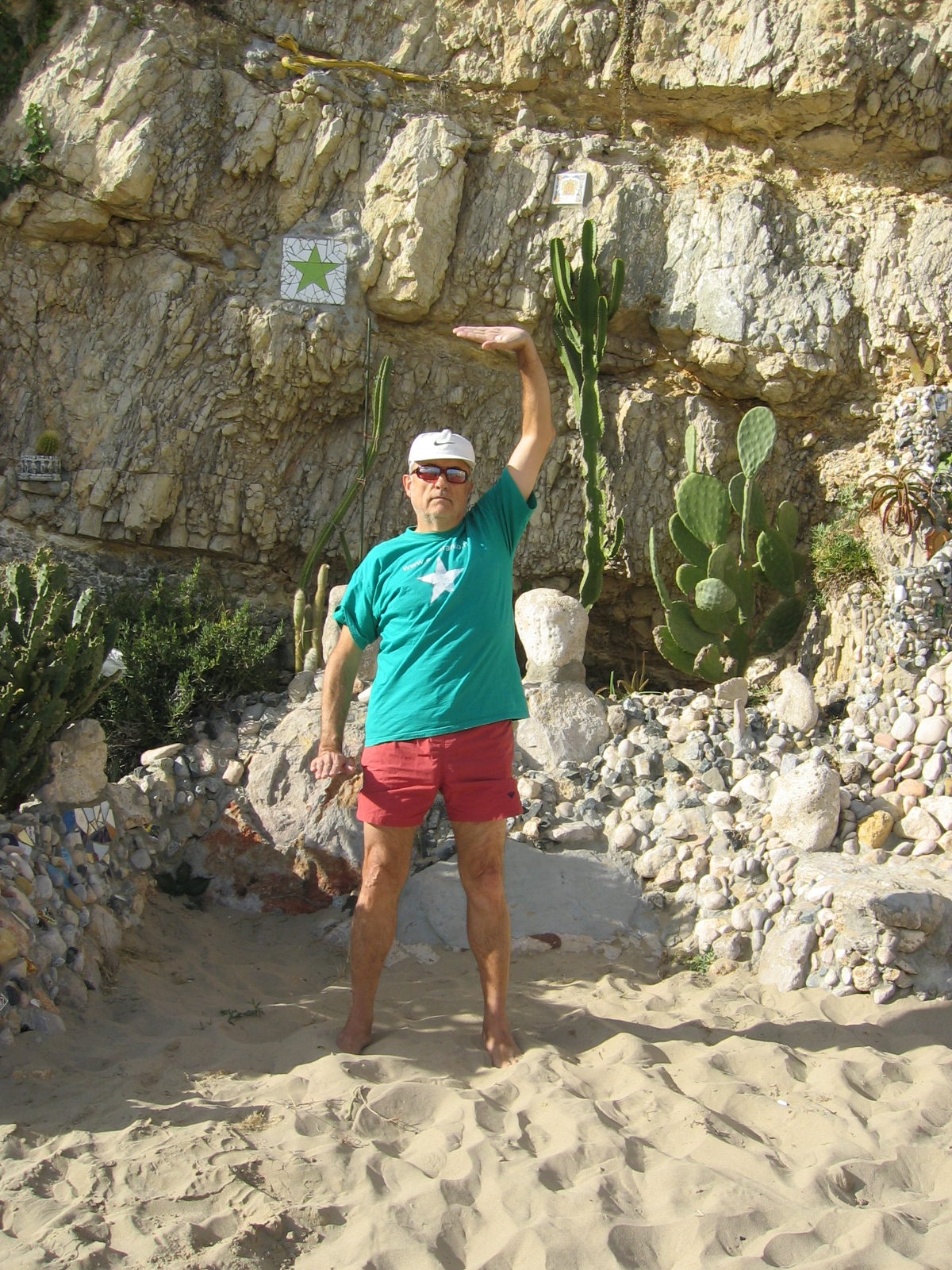
3r moviment
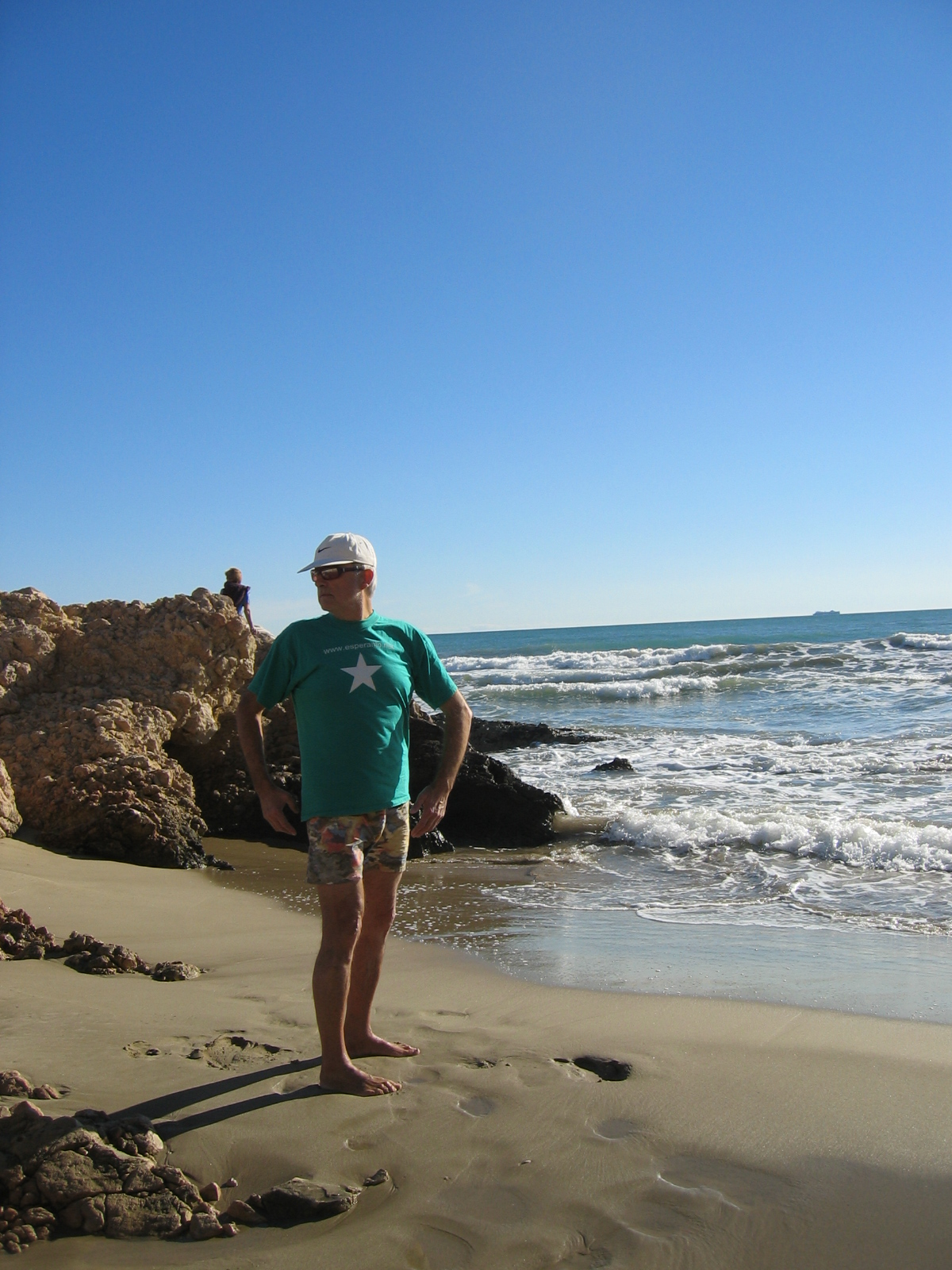
4t moviment
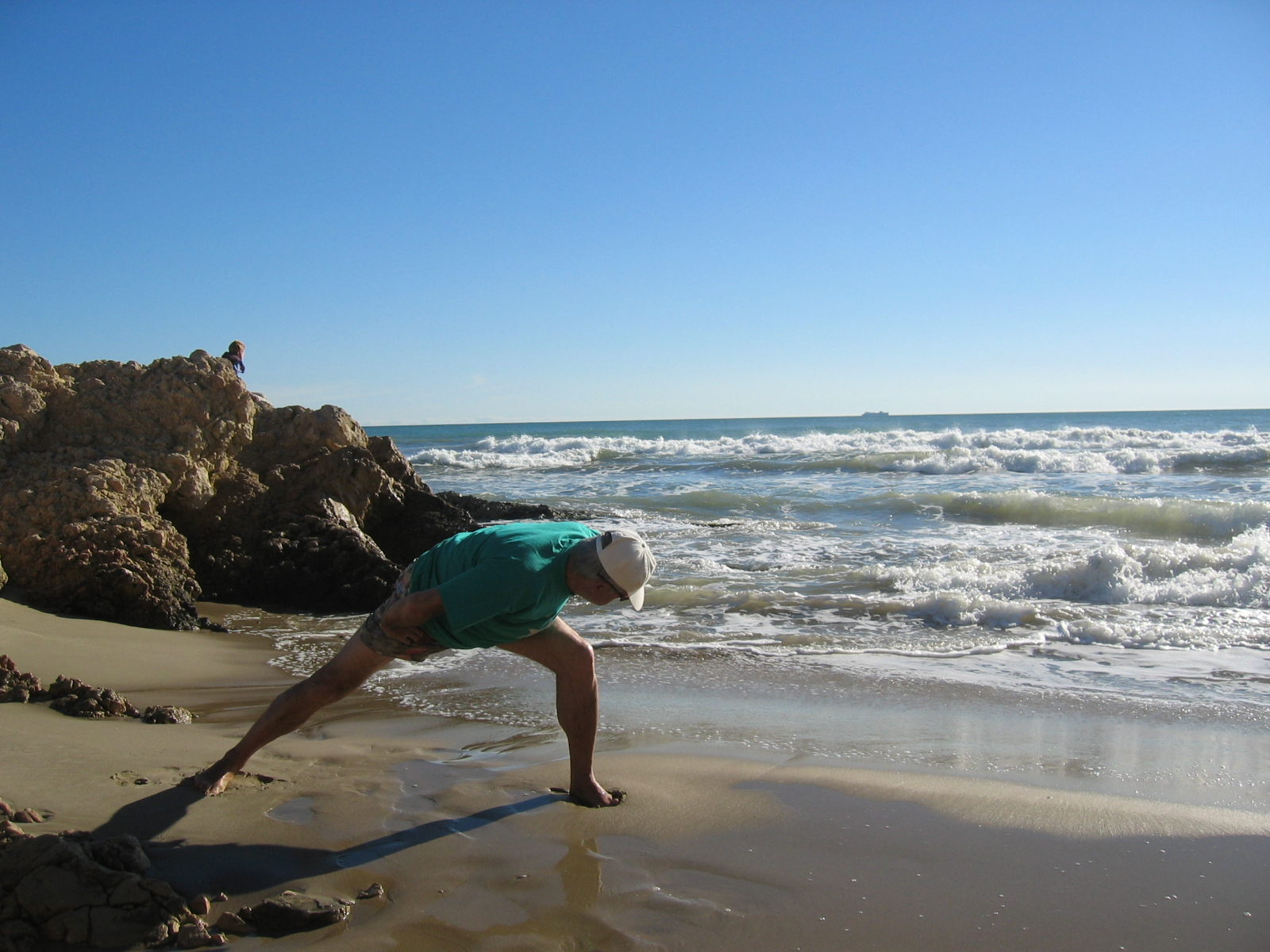
5è moviment
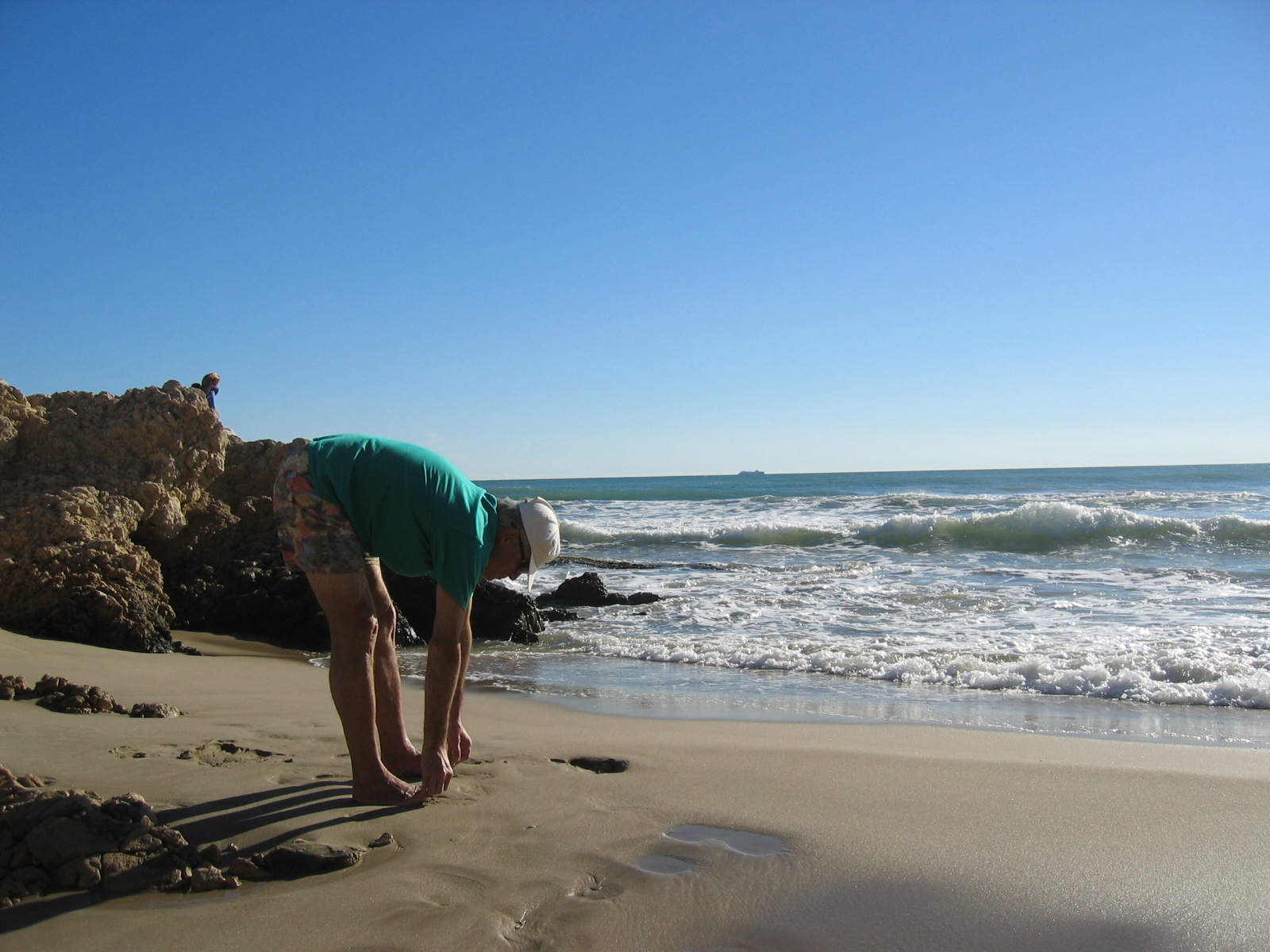
6è moviment
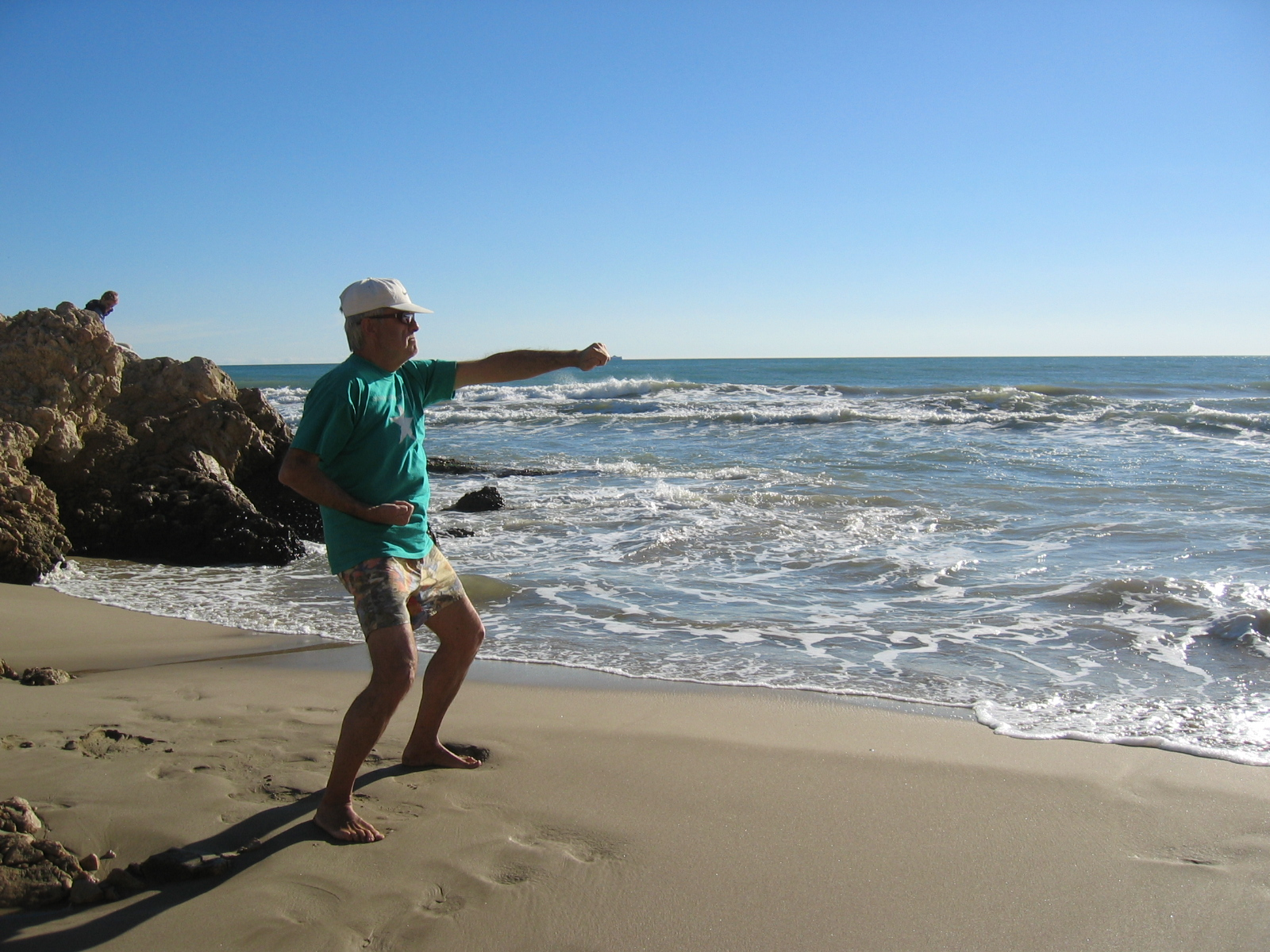
7è moviment
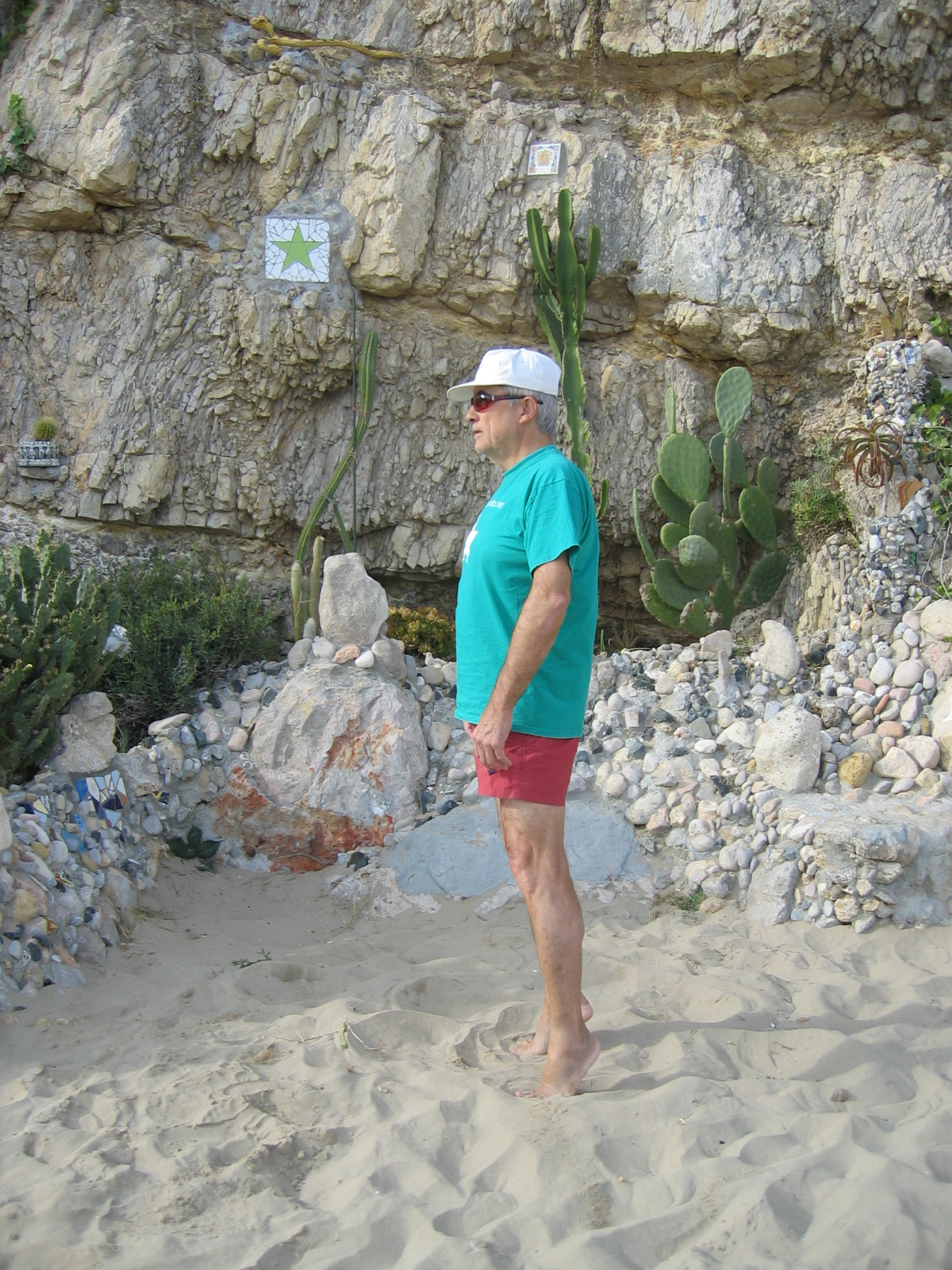
8è moviment